# Kristina Fjelkestam
Kristina Fjelkestam, född 1967, är professor i genusvetenskap vid Stockholms universitet.
Fjelkestam disputerade 2002 med avhandlingen Ungkarlsflickor, kamrathustrur och manhaftiga lesbianer: modernitetens litterära gestalter i mellankrigstidens Sverige. Hennes forskning är feministiskt kulturteoretisk med en historisk inriktning. Hon har ett särskilt intresse för språk och sexualitet. Aktuellt forskar hon kring queer temporalitet, vilket utforskar alternativa sätt att förstå och uppleva tid. Hon har även ett engagemang i hur samhällen minns och representerar historia, särskilt genom kulturellt minne och historieskrivningens teori och praktik.
Fjelkestam medverkade 2022 med ett efterord i en nyutgåva av Corinne, en roman av Germaine de Staël från 1807. Boken beskrivs av Åsa Arping som "något av en litteraturhistorisk räddningsaktion" där nyöversättningen av Jan Henrik Swahn och Fjelkestams efterord bidrar till att återupptäcka och levandegöra en litteratur som för tvåhundra år sedan trollband läsepubliken.